# 广东贡院

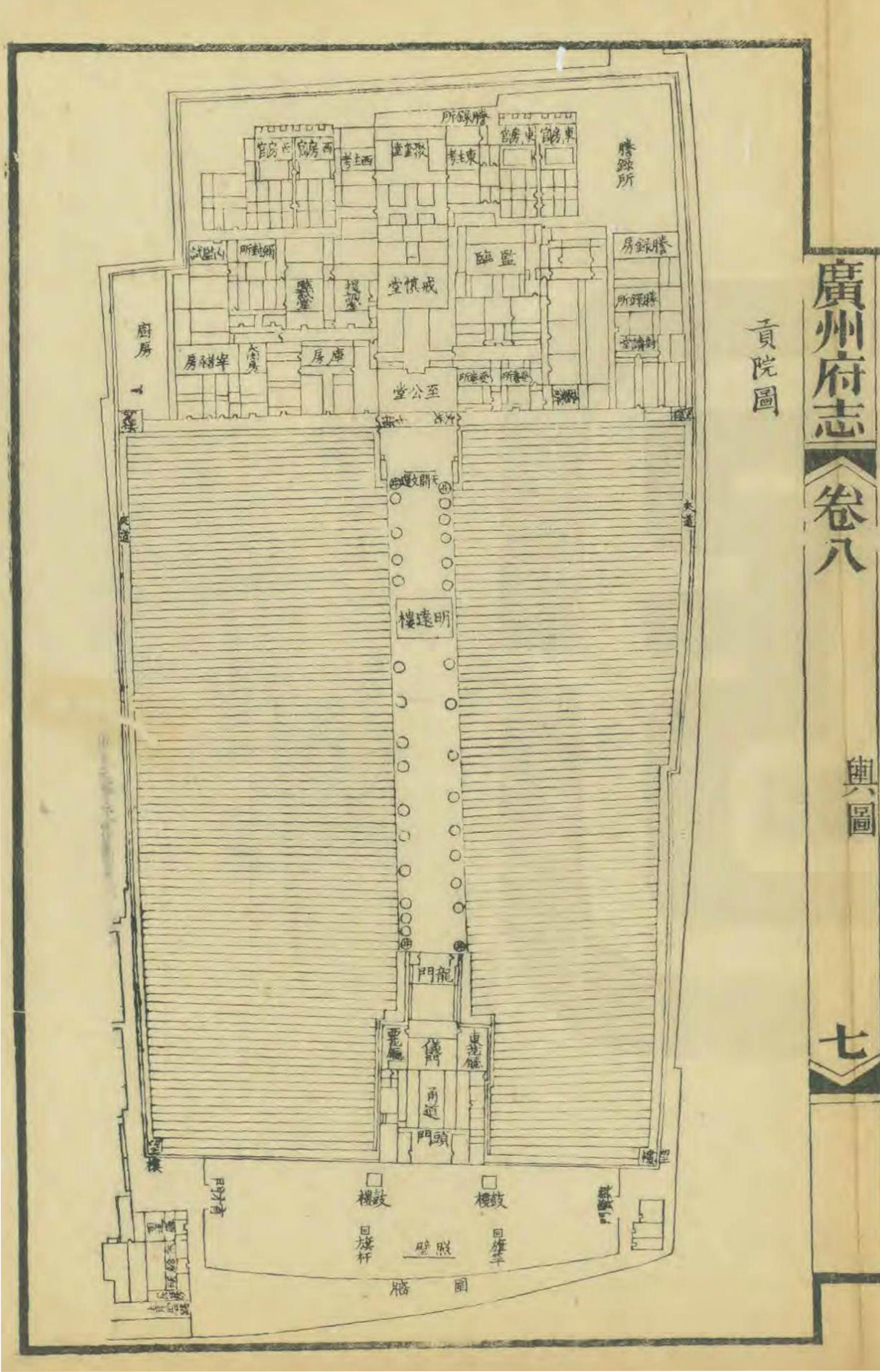
清光绪五年（1879）《广州府志》贡院图。

广东贡院为中国封建时代广东地区省一级举行科举乡试的场所，始建于南宋，历史上多次迁址，清康熙二十三年（1684）定址于广州内城东南隅小南门内承恩里，即今中国广东省广州市文明路东端，其范围包括今广东省博物馆旧馆、广东省立中山图书馆文明路总馆东部和广东实验中学等地。清代时广东贡院曾与顺天贡院、江南贡院和河南贡院并称为中国四大贡院，今建筑仅存龙虎墙与明远楼。

## 历史
广东贡院始建于南宋淳祐十年（1250），原在广州城东北，元末毁于战乱。明初乡试考场一度设在光孝寺，宣德元年（1426）重建贡院于内城东北隅小北门内西竺寺旧址，即今小北路北段的大石街、小石街和洪桥街一带，明末又毁，今明代贡院附近尚存洪桥街（原黉桥街）、天香街、丹桂里（原丹桂巷）和步蟾坊等与贡院科举相关的地名。
清初则先后于光孝寺、广东布政使司署和明代总兵府旧址举行乡试，至康熙二十三年（1684）由广东巡抚李士桢主持重建贡院于城东南隅承恩里，此后经历了两次重建（道光二十一年（1841）毁于第一次鸦片战争，次年重建，咸丰七年（1857）毁于第二次鸦片战争，十一年（1861）重建）和四次扩建（道光元年（1821）、二十二年（1842）、同治二年（1858）、同治六年（1862）四次扩大号舍规模）。此外嘉庆十七年（1812）将广州城墙东南角上的四方楼改建为魁星楼，因其靠近贡院，攸关文风。清代贡院附近同样留下了拾桂坊、龙腾里等与贡院科举相关的地名。

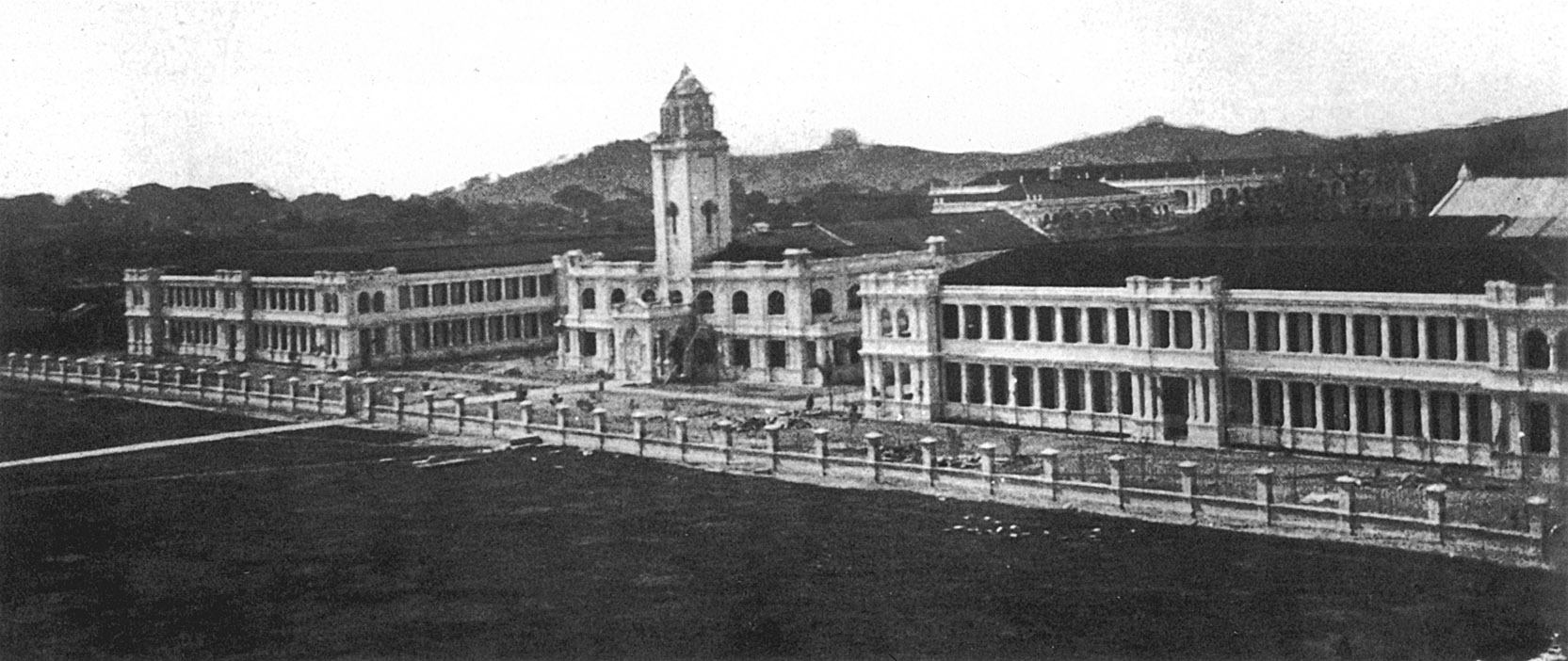
民国初期在贡院旧址上建成的操场、大钟楼、西堂和东堂。

光绪三十二年（1905）科举废除，两广总督岑春煊奏改贡院为培养中学及师范学堂师资的两广优级师范学堂，民国元年（1912）改称广东高等师范学校，民国十三年（1924）孙中山以大元帅名义明令该校与广东公立法政大学、广东公立农业专门学校合并为广东大学，十五年（1926）为纪念孙中山而改名为中山大学。民国二十一年（1932）中山大学迁至石牌新址，原址属中山大学附属中学，后演变为今广东实验中学。
自改为两广优级师范学堂开始，原贡院建筑即被陆续拆除以兴建新校舍，其中南部建操场，因民国十五年（1926）国民革命军曾在此誓师北伐，今改为革命广场；中部建大钟楼、西堂和东堂等西式建筑，中山大学时期曾分别作为礼堂、文学院教学楼和理工学院教学楼与实验室，仅存的明远楼则作为图书馆阅览室。后因大钟楼因于民国十三年（1924）作为中国国民党第一次全国代表大会会址，民国十六年（1927）鲁迅任教于中山大学时也一度居住于此，1959年改为由广东省博物馆所辖的广州鲁迅纪念馆，现同时作为中国国民党第一次全国代表大会旧址保护（文明路215号），西堂于20世纪80年代被拆除改建为广东省立中山图书馆（文明路213号），东堂抗日战争时期被毁，1957年原址划归筹建中的广东省博物馆并兴建陈列大楼（文明路215号）。

## 建筑
全盛时期的广东贡院坐北朝南，按咸丰十一年（1861）重建时的规模为东西四十五丈（约155.25米），南北一百一十四丈（约393.3米），北近惠爱大街、东南临城墙、西靠民舍及禺山书院，即今北起中山路、南至文明路、东至越秀中路，西至龙虎墙。主体建筑呈左右对称的长方形布局，分为候场、试场、外帘办公（监考官员办公）和内帘办公（阅卷官员办公）四个区域，中轴线上以明远楼为中心，外三门、内三堂。
其中，外三门自南至北依次为头门、仪门和龙门，头门即广东学政点名入场之处，头门外设照壁、鼓楼和旗杆等，并以屏墙围合成广场（东开兴贤门、西开育才门），参试士子在此候场。内三堂自南至北依次为“至公”、“戒慎”和“聚奎”三堂，戒慎堂以北有门以分隔内外帘，分别居住内外帘官。外帘办公区内以至公堂为贡院大堂，左右为收卷、掌卷、对读、弥封、誊录、供给各所，戒慎堂左右为监临、提调、监试各所；内帘办公区内的聚奎堂为主考官住所及阅卷之处，东西为同考官住所及阅卷之处。明远楼为巡查官指挥、巡视和号令整个考场之处，东西为号舍，即试场区，其四角设望楼，东西两侧设夹道，中部道路两侧设水井二十四口。每间号舍按训蒙读本《千字文》字号排列，如“天”字在东，“地”字在西，“玄”字在东，“黄”字在西，依此类推。
历康熙始建至清末，广东贡院的号舍数量不断增加，最初为五千余间，道光元年（1821）两广总督阮元认为原号舍低下狭小，重新改扩建，数量达到七千六百余间。道光二十二年（1842）和同治二年（1858）又分别增加五百余间，达到八千六百五十四间。原广东乡试四千余人，取中七十一人，同治时上谕以广东省捐输及釐金数额较大，增加乡试中额以示嘉奖，故同治六年（1862）广东巡抚蒋益澧再增号舍三千余间，最终达到一万一千七百零八间，同年广东乡试也达到应试万余人、取中一百零九人的规模。按阮元重修碑记，当时扩大重建后的号舍宽三尺四寸（约1.08米）、深四尺六寸（约1.47米）、高六尺五寸（约2.08米），前后之间的长巷深二尺一寸（约0.67米）。号舍内架设号板两块（原上长下短，后改为同长），白天可分开写作，晚上可并起睡卧，巷尾设有厕所。
龙虎墙和明远楼为广东贡院现存的主要建筑，其中龙虎墙即放榜墙，因放榜多在九月的寅日或辰日，寅属虎、辰属龙故名，原为贡院西界墙的一部分，现状存长约30米、高约4米的青砖墙，位于德政中路广东省立中山图书馆西门边，为防止墙体倒塌而以水泥柱加固，2005年被列为广州市登记保护文物单位。
明远楼因漆为红色又俗称红楼，现位于越秀中路125号大院内33号，為木結構兩層樓閣，占地面积250平方米，建筑面积156平方米，旁有两棵树龄超过160年的木棉树。建筑面阔进深均为五间，楼身面阔进深均为三间，上下层柱位对齐无收分，构架为七架桁屋前后三步梁用四柱周围廊，抬樑穿鬥混合式结构，樓梯設置在東側迴廊内，首層外檐柱施插栱（丁头栱）承托挑檐梁挑出腰檐（角柱施两跳、其它施一跳），二層同样施插栱承托挑檐梁出檐，重檐歇山頂上覆以黄琉璃瓦，具有典型的清代岭南建筑特色。2016年大修后作为广东贡院历史陈列馆对外开放，内设《从红楼到钟楼——清代科举与广东近代教育发展》专题陈列。
2014年在维修中国国民党第一次全国代表大会旧址加固地基时于南墙角发现号舍遗址，2015年又在庭院施工过程中发现中轴线上的条石路面通道和两口水井，其中号舍遗址距离地面不到半米深，其地基和室内铺面大部分保存完整，建筑规模与文献记载相同。遗址中出土了大量明清陶瓷残件，多为灯具、碗碟等日常用品，推测为考生所遗弃。两口水井分别位于大钟楼向南大院露天的芒果树下和东外墙4米、地下0.3米处，井面砌有方形井台石壁，井身以圆形青砖所砌。现两处遗址均已在清理后对外展示。

## 乡试
清代广东乡试共选拔举人六千余名，其中考取举人后继而进京考取状元的有三名，分别为乾隆四年（1739）己未科状元番禺人庄有恭、道光三年（1823）癸未科状元吴川人林召棠和同治十年（1871）辛未科状元顺德人梁耀枢。五邑人黄章于康熙二十年（1681）参加乡试时已99岁，应试时让曾孙提着“百岁观场”灯笼，为中国历史上年龄最大的科举考生。
近代史上的著名人物黄遵宪、康有为和梁启超亦曾在广东贡院应试，其中黄遵宪参加两次广东乡试未中，清同治十一年（1872）参加顺天乡试被录取为一百四十一名举人。康有为参加两次顺天乡试未中，光绪十九年（1893）参加广东乡试被录取为第八名举人，梁启超则在光绪十五年（1889）参加广东乡试被录取为第八名举人。
此外，清代吴敬梓小说《儒林外史》第三回称范进中举的捷报为“捷报贵府老爷范讳进高中广东乡试第七名亚元”，即范进同样通过广东乡试考取举人。